# Isaac Le Long

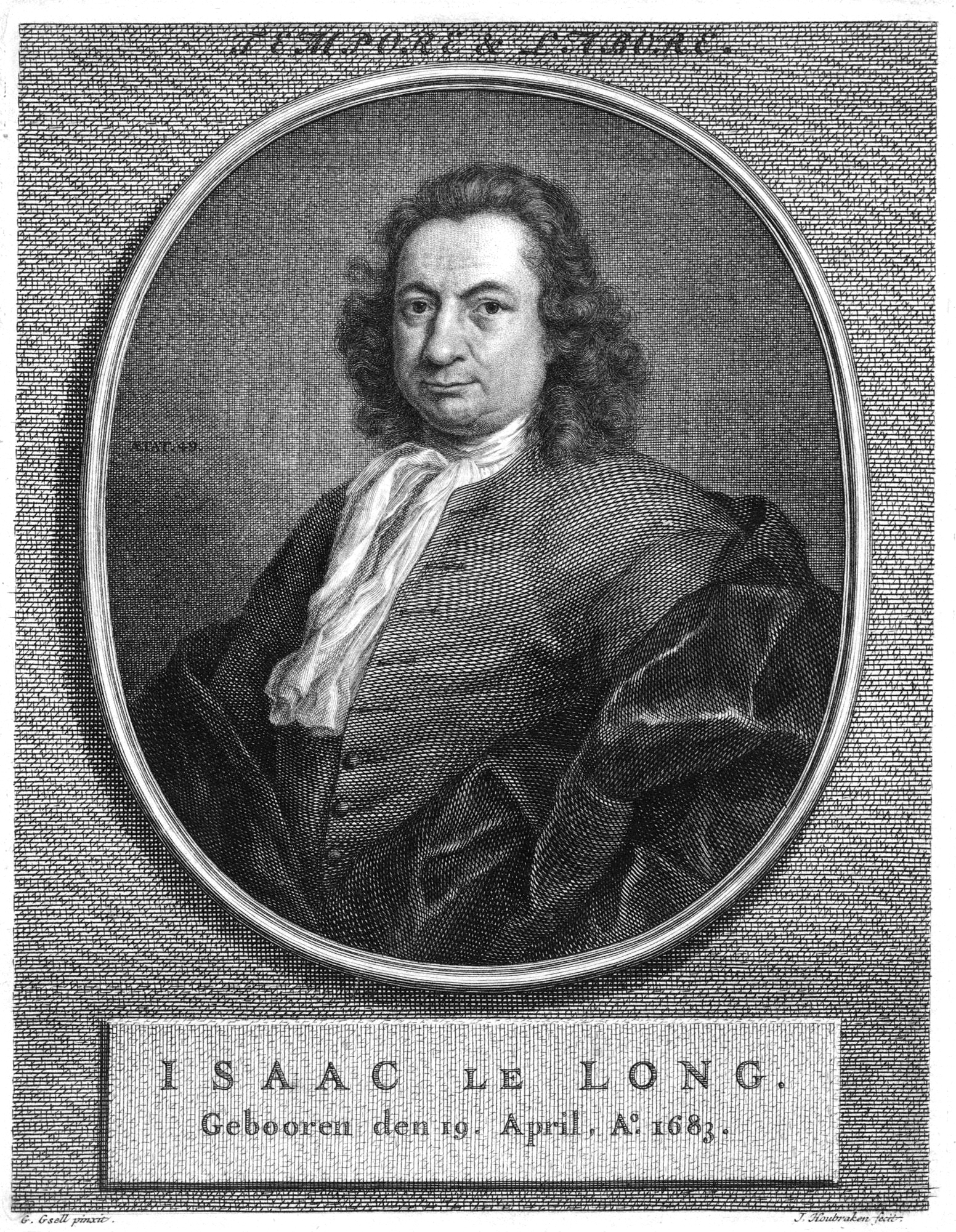
Isaac Le Long, Stich von Jacobus Houbraken nach Georg Gsell, 1732

Isaac Le Long, Schreibweise des Familiennamens auch  le Long bzw. Lelong, Rufname auch Isaak, (* 12. April 1683 in Frankfurt am Main; † 1762 in Hanau) war ein deutscher Historiker, Bibliograf und Übersetzer hugenottischer Abkunft, der zwischen 1714 und 1744 in den Niederlanden lebte und wirkte.

## Leben

### Familie
Isaac Le Longs Eltern Philipp Le Long und Maria Magdalena waren aus Glaubensgründen aus Frankreich nach Deutschland geflohen und hielten sich bei seiner Geburt in Frankfurt auf; weitere Angehörige der Familie Le Long/Lelong ließen in anderen deutschen Städten nieder. Im Jahr 1717 wohnte Isaac Le Long im niederländischen Nederhorst den Berg und heiratete in Amsterdam Elisabeth Gsell (geb. 1699) aus St. Gallen, Tochter des Schweizer Malers Georg Gsell.
Die Familie ließ sich in Amsterdam nieder, wo ihre Kinder geboren wurden: Philipp (1718), Maria (1719) – nachmalige Ehefrau des Johannes Christoph Büsing (1722–1802), Prediger in Amsterdam, reformierter Pfarrer in Hanau (1756) und später (1764) Professor in Bremen und Harderwijk –, Catharina (1721) – nachmalige Ehefrau des aus Iserlohn stammenden Pastors Johann Diederich Angelkorte in Hemer (1735–1751) –, Anna (1724), Jacoba (1727) und Philipp Georg (1730).  Als Wohnstätten sind Leidsegracht (1724), Prinsengracht (1732) und Kerkstraat (1743) nachgewiesen.
Im Jahr 1744 verließ die Familie Amsterdam, nachdem schon Jahre zuvor Konflikte mit dem Reformierten Kirchenrat aufgetreten waren, wohl wegen Le Longs offen gezeigten Sympathien für die Herrnhuter Brüdergemeine und ihre Lehren. Le Long lebte in den Folgejahren in seiner Geburtsstadt Frankfurt am Main und im benachbarten Hanau, wo sich die Familie seiner Tochter Maria niedergelassen hatte. Er starb in Hanau.

### Werk
Seinen Lebensunterhalt verdiente Isaac Le Long als beruflicher Schreiber, Übersetzer theologischer Schriften und Herausgeber von Druckwerken, Letzteres zum Teil in Zusammenarbeit mit anderen. Die kulturhistorische Bedeutung Le Longs resultiert aus seiner Tätigkeit als Übersetzer und Mittler zeitgenössischer hochdeutscher Texte vornehmlich religiösen und religionsgeschichtlichen Inhalts ins Niederländische, weniger als eigenständiger Autor zu ganz unterschiedlichen Sachgebieten, vor allem aber aus seiner Sammeltätigkeit für seine umfangreiche Bibliothek mit ungefähr 6000 Titeln, darunter alte Handschriften, Inkunabeln und Post-Inkunabeln, z. B.  die Schriften De Koophandel van Amsterdam (1714) und Kabinet der Nederlandsche Oudheden (1725).  Er publizierte daraus u. a.  auch die Reimchronik des Lodewijk van Velthem, ein gewichtiges Zeugnis der  mittelniederländischen Sprache und Literatur des 13./14. Jahrhunderts als Fortsetzung des Spiegel Historiael des Jacob van Maerlant.
Bei seinen Weggang aus Amsterdam wurde die Bibliothek am 7. September 1744 bei Salomon &  Petrus Schouten in der Kalverstraat in Amsterdam mit einem Erlös von 5000 Gulden versteigert. Auch nach seinem Wohnortwechsel veröffentlichte er vornehmlich in niederländischer Sprache.

## Schriften
Da die Autorschaft oder Beteiligung Isaac Le Longs in zahlreichen seiner Veröffentlichungen nicht explizit erwähnt wird, ist die Forschung bei der Auflistung seiner Schriften auf Erwähnungen in Katalogen und Bücherlisten angewiesen. Die folgende Zusammenstellung bezieht sich auf die – sicherlich nicht vollständigen – Angaben bei H. F. Wijnman: Isaac Le Long. In: Amstelodamum 29 (1942), S. 52–54. – Vgl. auch die große Anzahl frei zugänglicher Publikationen Isaac Le Longs bei Google-Books.
- De(n) Koophandel van Amsterdam. Naar alle gewesten des Weerelds etc. Eerst ontworpen door wijlen le Moine de l'Espine. Nu doorgaans in andere ordre gebracht en seer veel vermeerdert door J. le Long, Amsterdam 1714; 2. Druck Amsterdam 1715; 3. Druck Amsterdam 1719; 4. Druck, 2 Teile Amsterdam 1717 mit Erwähnung des Namens Isaäc le Long; 6.  Druck Amsterdam 1744, 2 Teile; 7. Druck Rotterdam1753, 2 Teile; 8. Druck Amsterdam 1763, 2 Teile.; 9. Druck Rotterdam 1780, 3 Teile; 10. Druck Amsterdam 1801–1802, 4 Teile.  (Ursprünglicher Titel: ‘‘Negoce d' Amsterdam,‘‘ 1694, gedruckt 1704. Annex: Toetsteen voor den Koophandel, en Nieuwe wisselordonnantie voor geheel Rusland)
- Verhandelinge van de Gelegenheid des Aardschen Paradijs, zeer geleerdelijk beschreven door Pieter Daniel Huet... naar de zevende druk in het Nederd. vert.,  Amsterdam 1715.
- Register der Boeken, uitgetrokken in de Boekzaalen of twee maandelijke uittreksels, voorhenen gesticht in de jaaren 1692-1701 van de Heeren P. Rabus, W. Sewel en J. van Gaveren en nu in orde gebracht etc.,  Amsterdam 1716.
- Konst om geldt te winnen. Alsmeede, J.B. Schuppius, Konst om rijk te werden ... Het eerste beschreven, en 't laaste uyt het Hoogduitse vertaalt door I. le Long, Amsterdam 1717.
- Spiegel Historiael of Rym-spiegel, zijnde de Nederl. Rijm-Chronijk van Lodewijk van Velthem, etc. Uytgeg. door Is. le Long, Amsterdam 1717; gedruckt Amsterdam 1727, 2 Teile.
- Joh. Chr. Lehmann: Nieuwe volmaakte Bloem-thuyn in de winter enz. Uyt het Hoogd. vert ... door I. le Long. Alsm. ontdekking van de ... konst der ... vermeerdering van alle boomen en heestergewassen door G. A. Agricola, Amsterdam 1718.
- Fred. Adolf Lampe: De gestalle der Bruyd Christi voor haaren uitgang uit Babel etc. Uyt het Hoogduitsch vert., Amsterdam1719; George Andreas Agricola: Nieuwe en ongehoorde doch in de natuur welgegronde queekkonst van boomen etc. Uit het Duitsch vert.,  Amsterdam 1729.
- F.A. Lampe: Het heylige bruydtcieraat der bruylofts-gasten des lams etc. Uyt het Hoogduitsch, Amsterdam 1720, 5. Druck Amsterdam 1739.
- F.A. Lampe: De verborgenheit van het Genade-Verbont etc. Uyt het Hoogduitsch,  Amsterdam 1721, 4 Teile.
- Verantwoordinge of brief van den Cadrinaal Alberoni etc. Uyt het Italiaansch en Fransch vertaalt, Amsterdam 1721.
- Het leven van den heldhaften Carel den XII, koning der Sweden. Behelsende: behalven syne wonderbaare krygs- en andere verrichtingen, desselfs vyf-jaarig verblyf in Turkyen, syne terugkomst, bysondere levenswyse, en een naauwkeurig verhaal van den geheelen Noordschen oorlog, tot op de tegenwoordige successie ..., Amsterdam: de Janssoons van Waesberge 1721.
- F.A. Lampe: Melk der Waarheit volgens aanteydinge van den Heidelbergschen Cathechismus etc. Uyt het Hoogd., Amsterdam 1721, 2. Druck Amsterdam 1725.
- F.A. Lampe: Balsem uyt Gilead tegen aansteekende ziekten etc. Uyt het Hoogd. Vert., Amsterdam 1722.
- Mich. Wideman: De bijbelsche Keeten der boeken des Ouden ende Nieuwen Testaments enz. Uyt het Hoogd., Amsterdam 1722, 3 Teile.
- Mit Brouerius van Nidek (1677–1742) publizierte Isaac Le Long das Kabinet van Nederlandsche Outheden en gezichten, Amsterdam: W. Barents, 1725, gedruckt 1731 bei A. Schoonenberg in Amsterdam, ca. 1750 bei Is. Tirion. Das Werk wurde seitdem noch mehrmals in verschiedenen Zusammenstellungen, in Teilen, erweitert durch Abraham Rademaker und Daniel Stopendael, auch mit verändertem Titel herausgegeben, zuletzt 1792–1803 von J.A. Crajenschot in Amsterdam.
- Verhandelinge, daarin ontdekt worden: I De rampzalige gevolgen, die de Engelschen en Hollanders van de oprichtinge der Compagnie van Ostende te vreesen hebben etc. Uit het Engelsch in het Fransch vertaalt door Joan Bion en in het Nederduitsch overgezet, Amsterdam 1726.
- Renoult Renault: De avonturen van de Roomsche Lieve Vrouw en van St. Franciscus van Assisien etc. Uyt de Fransche ... taale overgebracht, Amsterdam 1726.
- J. Lundius: Heiligdommen, godsdiensten en gewoonten der oude Jooden, voorgesteldt in een verhandeling van het Levitische priesterdom. Uyt het Hoogd., Amsterdam 1726.
- Matthaeus Brouërius van Nidek: Kabinet van Nederlandsche en Kleefsche Oudheden, 1. Teil Amst. 1727; 2. Teil mit Isaäc le Long,  Amsterdam 1731; 3. Teil allein besorgt von Isaäc le Long, Amsterdam 1732; ebenso 4., 5, und 6, Teil Amsterdam 1732–1733.
- Vervolg van de Wissel-stijl tot Amsterdam etc.,  alles bij een verzaamelt en uyt verscheyde Taalen getrouwelijk overgeset door Isaäc le Long, Amsterdam 1729, zijnde de voortzetting van een herhaaldelijk herdrukt werk van J. Phoonsen: Wissel-stijl tot Amsterdam.
- Kort historisch verhaal, van den eersten oorsprong der Nederlandschen gereformeerden Kerken ..., 1729.
- Historische Beschrijving van de Reformatie der Stadt Amsterdam etc., Amsterdam 1729.
- Sam. Erich: De uytgang der Hamelsche kinderen etc. Uyt het Hoogd., Amsterdam 1729.
- Johann Jacob Scheuchzer: Jobs heylige Natuurkennis, vergeleeken met de Hedendaagsche Natuurkunde etc. Uyt 't Hoogd. Vertaalt, Amsterdam 1730.
- Omstandig Dag-register en eygentlijke beschrijvinge van al het geen er in 't Koningt. Poolsche en Keurvorstel. Saxische campement bij Radewitz ... is voorgevallen etc. Uyt 't Hoogd. vertaalt, Amsterdam 1730.
- Oordeel des Allerhoogsten over Daniel VII, Amsterdam 1731.
- Mr. Pieter Bort: Alle de wercken, 3de druk van fouten gesuyvert en vermeerdert door Is. le Long, Leiden 1731.
- Boekzaal der Nederduytsche Bijbels, Amsterdam 1732, 2. Druck Hoorn 1764.
- Kort en net verhaal van de tegenw. toestand en harde verdrukking der Christenen in 't Aarts-bisdom van Salzburg, Amsterdam 1732.
- Gedenkwaardig en uytvoerig historisch verhaal van de verdrevene ballingen uyt het Aarts-Bisdom van Salzburg. Uyt het Hoogd. vertaalt, Amsterdam 1732–1733, 3 Teile.
- Bedenkingen, omtrent De Hooge Geallieerde Partijen van de Poolsche Kroon etc. Opgestelt door O.V.B. en ... uyt het Hoogd. vertaalt, Amsterdam 1733.
- Korte Historie der Evangelische ballingen, dewelke de Goddelijke Voorsienigheit na veele doorgestaane verdrukkingen, uyt het Aarts-Bisdom van Saltzburg geleyt heeft etc. Uyt het Hoogd., Amsterdam 1733.
- Joh. Christ. Godh. Budaus: Het leven en daaden van Frederik Augustus den Grooten, koning van Poolen en keurvorst van Saxen. Uyt het Hoogd. vert., Amsterdam 1733.
- Kort verhaal van den handel en wandel ... van Jacobus van Hoorn, Oudtsten Gilde-Broeder van 't Wijnkoopers Gildt ... tot Amsterdam.... Door hem zelven beschreven; en in ordre gebracht door Isaäc le Long, Amsterdam 1735.
- Wilh. Ernst Ewald: Veerlien betrachlingen, over de voorbooden der eeuwigheid etc. Uyt het Hoogd ... Amsterdam 1735.
- Joh. Melchior: Het fondament des christelijken geloofs etc. Opgesteld in 't Hoogd. etc. Vert. door Is. le Long, 2. Druck Amsterdam 1735.
- Joh. Melchior: Kinder-Bijbel of Kort begrip van de noodigste en nuttigste geschiedenissen ... uit alle Boeken der Heilige Schrifture, uit het Duitsch vertaald door Abraham van Poot, 3de druk vermeerdert met een geleerde verhandeling ... vertaald door Isaäc le Long, Amsterdam 1735.
- Godts wonderen met zijne kerke, vertoont in een gedenkwaardig verhaal van meest Boheemsche en Moravische broeders, die ... een Evangelische Broeder-Gemeente gesticht hebben etc., Amsterdam 1735, 2. Druck Amst. 1738.
- Unter dem Pseudonym Abraham a Sancta Clara veröffentlichte Isaac Le Long zusammen mit Johann Ulrich Megerle, Jan und Casper Luyken eine Schriftenreihe (De Rechter, De Vorst, De Jaager, De Pakker, De Schoolmeester, De Wolbereider, De Linnewever, De Droogscheerder, De Verwer, De Kleermaker, De Pruikemaker, De Hoedemaker, De Zy-reeder, De Gaaren-twynder, De Bleeker, De Leerbereider, De Schoenmaker und De Schoenlapper). Sie wurde bei Janssoons van Waesberge in Amsterdam herausgegeben.
- Honderd jarige Jubel gedachtenisse der Akademie van Utrecht. Bestaande in een beknopt verhaal van derzelver oorsprong etc., alsmede in een redevoering ... den 14en Mrt. 1636 ... gedaan door wijlen ... Prof. Gisbertus Voetius ... voorts in een naamlijst van alle professoren etc. Thans grootelijksvermeerderd door Isaäc le Long, Amsterdam 1736.
- Het Leven en bedrijf van Stanislaus Leszinsky, Amsterdam 1738, 2 Teile.
- Verklaaringe der Herrnhutsche Broeders etc. In 't Hoogduytsch bij haar selve opgestelt en in 't Nederduytsch overgeset, Amsterdam 1738.
- Gods wonderen met zijn volk, Amsterdam 1738.
- Johannes d'Outrein: Het gouden kleinoot van de leere der waarheid die naar de Godzaligheid is etc. In den 2en druk daarbij gevoegd de uit het Hoogd. door J. le Long vert. aanmerkingen etc. van Fred. A. Lampe, octrooi verleend aan Jan Boom 1738, vernieuwd 1752; 8. Druck Amsterdam 1762.
- De Confirmatie Vraage voor de genen, die haar in de gemeente te Hernhuth ten Heilig Avondmaal begeven etc., Amsterdam 1749.
- Johan Lodewijk Uhl: Frankforter Wissel - Responsa of Gewijsdens etc. Uit het Hoogd., Amsterdam 1750, 2 Teile.
- Joh. Jul. Surland: Grondt-stellingen van 't Europaeische zeerecht. Uyt het Hoogd., Amsterdam 1751.
- Kort historisch verhaal van den eersten oorsprong der Nederlandsche Gereformeerde Kerken onder 't Kruys, beneffens alle derselver Leer- en Dienstboeken etc., Amsterdam 1751.
- W. van Heyst: Het boek der Tijden in 't kort, of Chronijk van de geheele Wereld zedert de schepping tot de jaare 1560 etc., uytgegeven door Isaäc le Long, Amsterdam 1753.
- Wisselstijl tot Amsterdam etc., bijeen verzamelt door J. Phoonsen. En daarna vervolgt en tot op desen tijd verbetert door Isaäc le Long, Rotterdam 1755, 2 Teile. Vervolg van de wissel-stijl tot Amsterdam etc. Van nieuws vermeerdert, geschift en verbeteit door Isaäc le Long, Rotterdam 1755.
- Naleesingen en verbeeteringen in eenige van mijne uytgegevene werken: Kort Hist. verhaal van den eersten oorsprong der Ned. Geref. kerken onder 't kruis, als meede tot De boekzaat der Nederduytsche Bijbels, De Reformatie van Amsterdam etc., Amsterdam 1760.
- Seer gewichtige geguygen [sic!] der waarheit, of nieuwe bewijssen van oude waarheeden tegen 't Pausdoem, uyt het Pausdoem selve etc., Alkmaar 1762.